# 액상 밴드
액상 밴드 또는 리퀴드 밴디지(Liquid bandage)는 피부에 결합하여 먼지와 세균을 차단하고 습기를 차단하는 보호 중합체 층을 형성하는 경미한 상처를 위한 국소 피부 치료제이다.
깊은 상처나 수술 상처를 치료하는 데 사용되는 속효성 반응성 접착제에 대해서는 순간 접착제(특히 2-옥틸 시아노아크릴레이트)를 참고할 것.

## 설계
액상 밴드는 일반적으로 용매(일반적으로 물 또는 알코올)에 용해된 중합체이며 때로는 방부제 및 국소 마취제가 첨가되어 있지만 일부 브랜드의 알코올은 동일한 목적으로 사용될 수 있다. 이 제품들은 캐리어가 증발할 때 얇은 폴리머 필름을 형성하여 상처를 보호한다. 사용되는 폴리머에는 폴리비닐피롤리돈(수성), 에틸 셀룰로오스, 피록실린/니트로셀룰로오스 또는 폴리(메틸아크릴레이트-이소부텐-모노이소프로필말레에이트)(알코올 기반), 아크릴레이트 또는 실록산 폴리머(헥사메틸디실록산 또는 이소옥탄 용매 기반)가 포함될 수 있다.
경미한 상처나 긁힌 상처에 기존의 붕대를 교체하는 데 사용되는 것 외에도 외과 및 수의과 진료실에서도 사용된다. 액상 밴드는 적절한 치료를 받을 수 있을 때까지 상처를 빠르게 지혈하는 데 사용할 수 있는 전투 분야에서 점점 더 많이 사용되고 있다.

## 최근 개발
새로운 유형의 액상 밴드는 아미노산을 포함하여 피부와 직접적으로 펩타이드 연결을 형성한다. 이 제품은 수술 중 및 수술 후 출혈을 줄일 수 있는 잠재력이 있다.

## 같이 보기
- 반창고